# Ljusterö
Ljusterö è un'isola dell'Arcipelago di Stoccolma, la più grande tra le isole.

## Galleria d'immagini

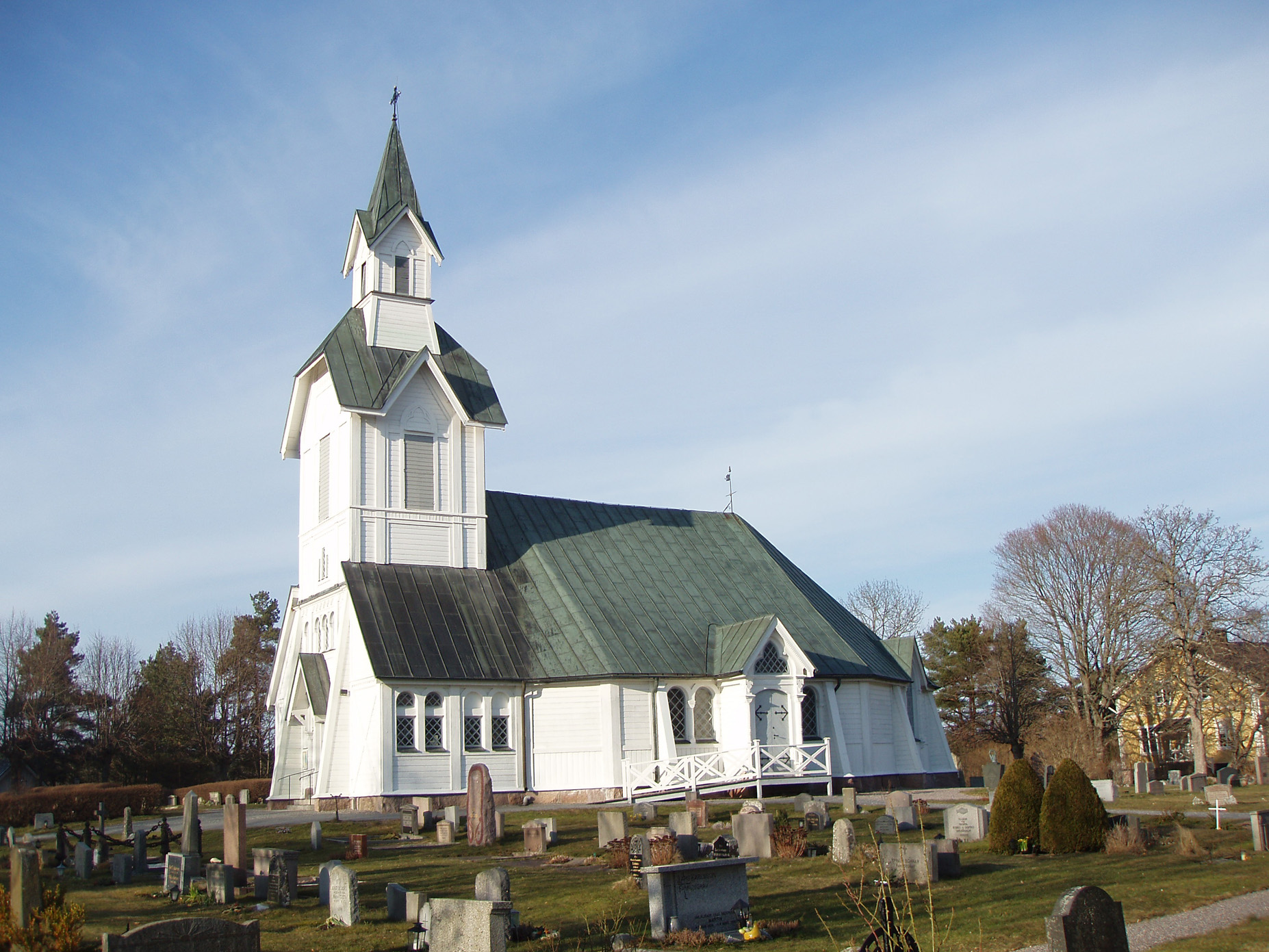
Chiesa di Ljusterö a Mellansjö.
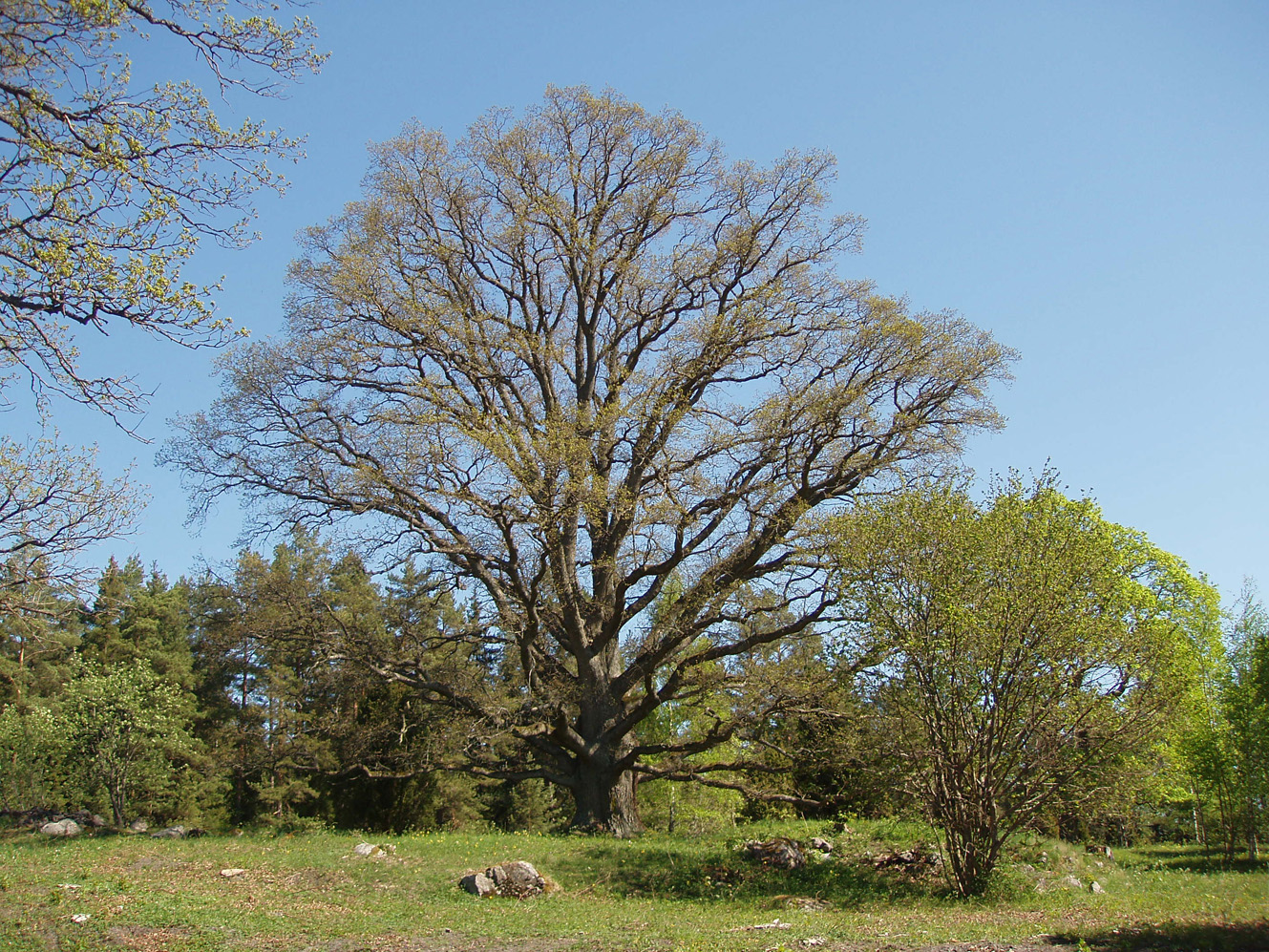
Quercia plurisecolare a Nord-Ljusterö.
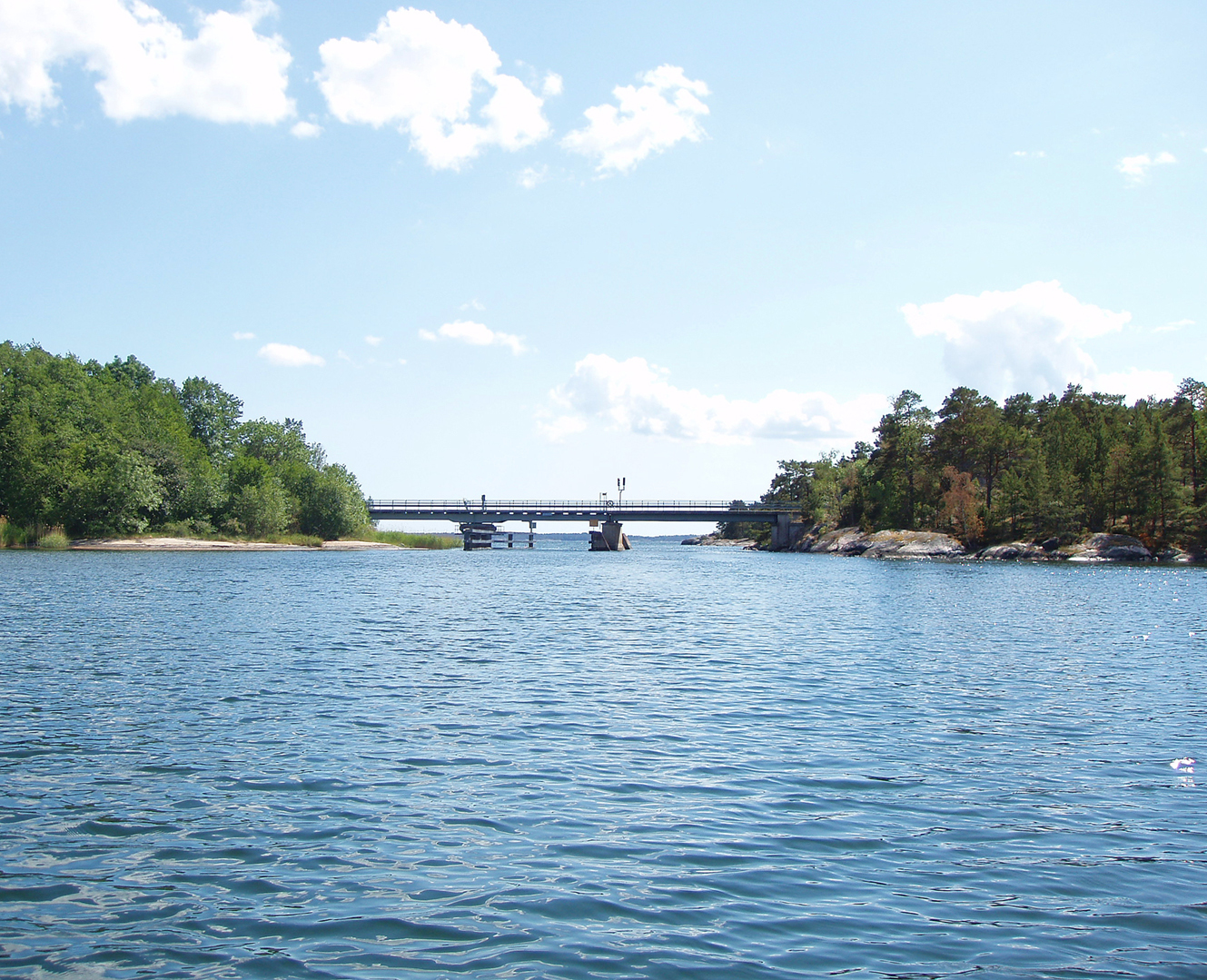
Klintsundet, il cancello all'arcipelago esterno e il ponte Klapp tra Västra- e Östra LagnöF
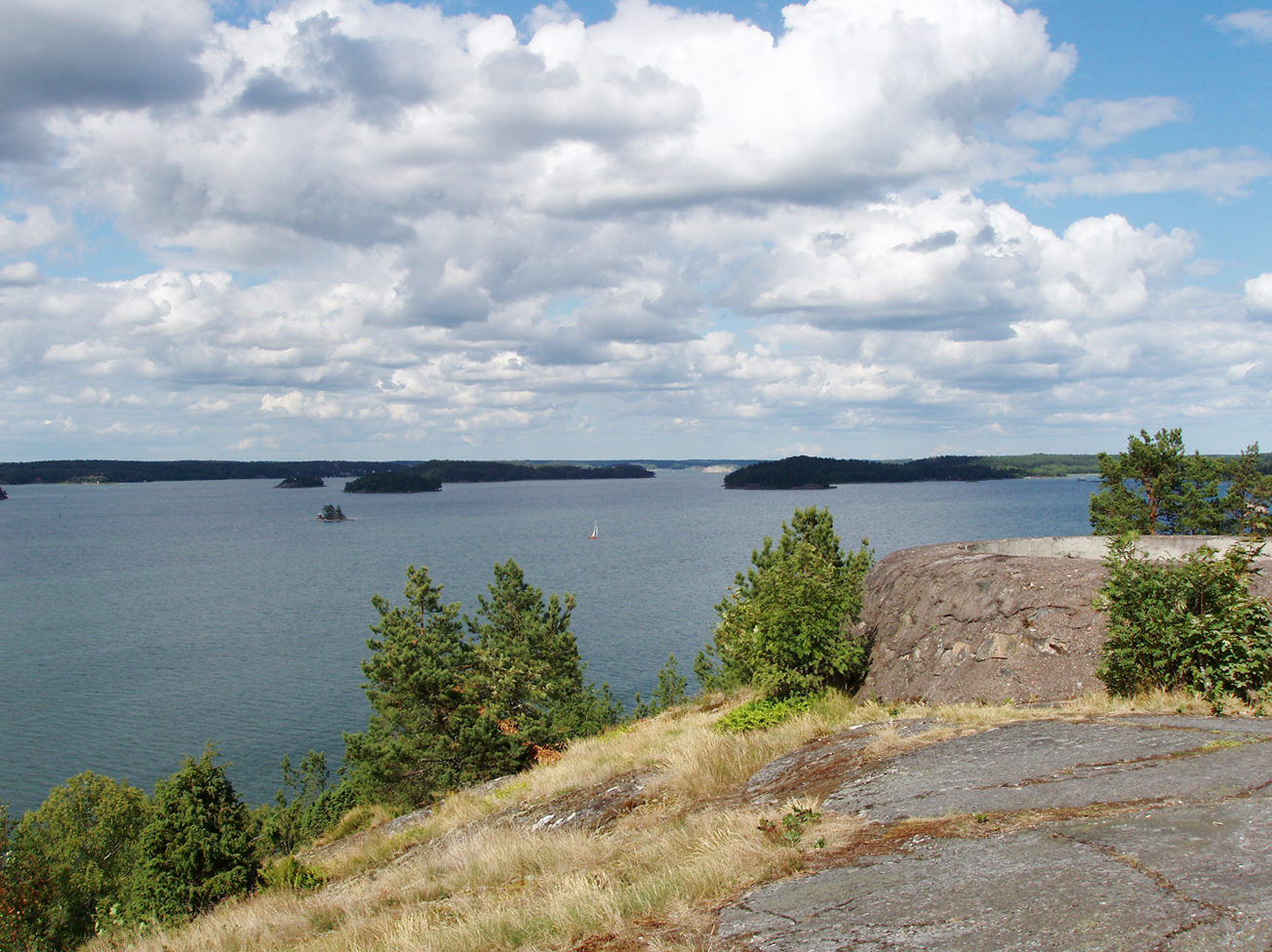
Vista da Ljusterö huvud oltre Furusundsleden Nord Est.
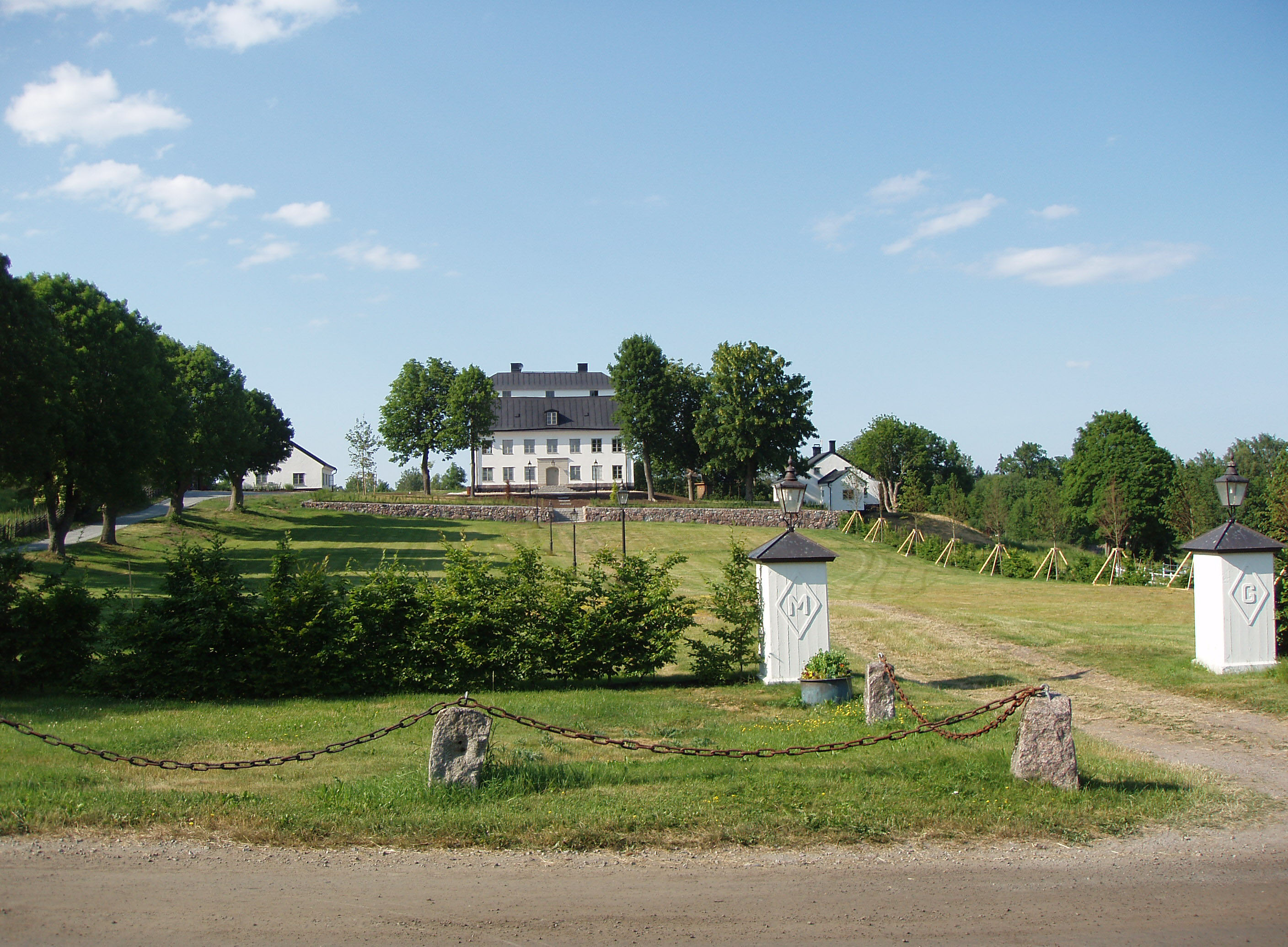
Marums gård, edificio principale con gli edifici laterali e il parcoF.
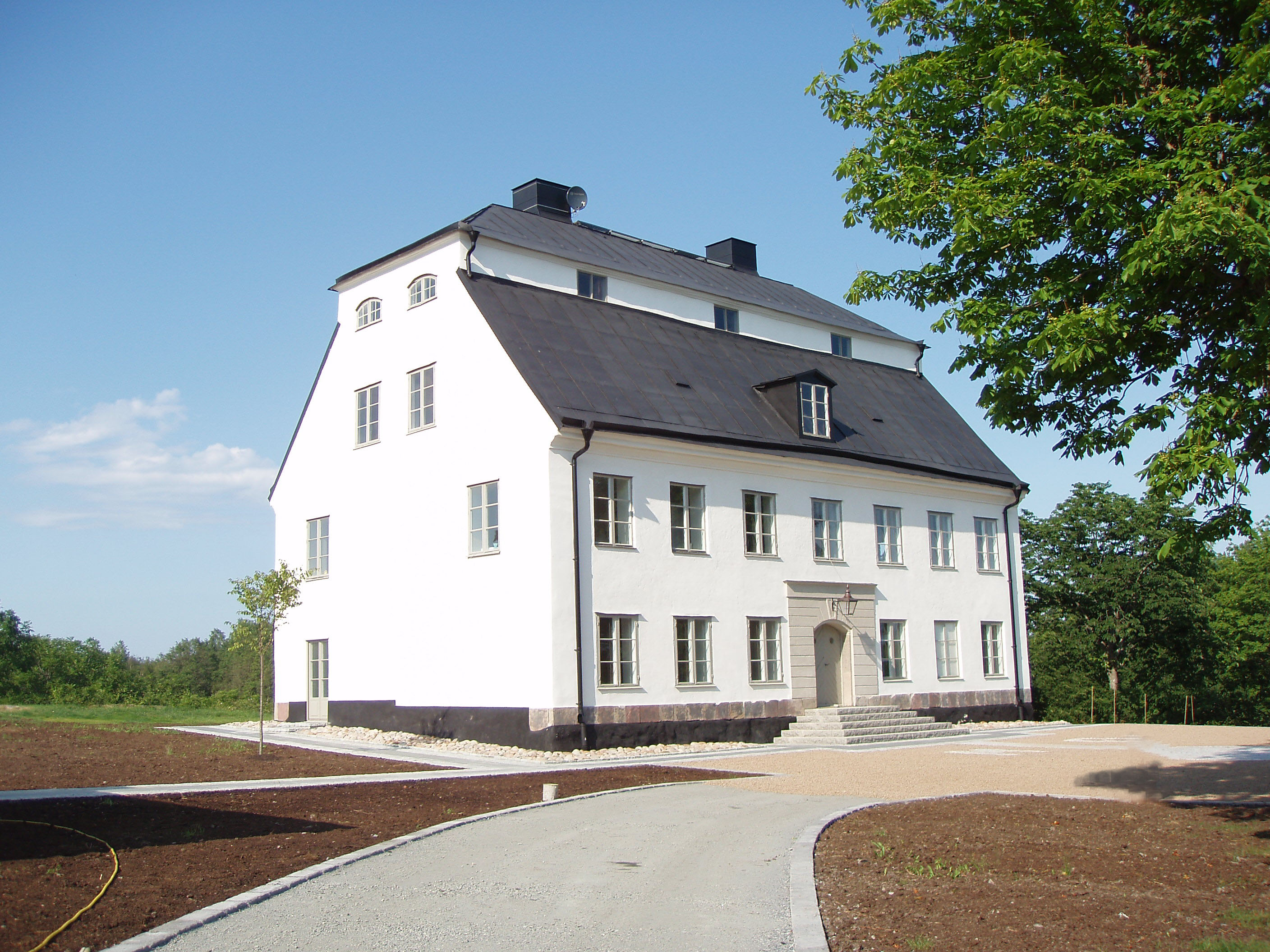
Marums gårds, edificio principale dopo la ristrutturazione negli anni dal 2008 al 2009.
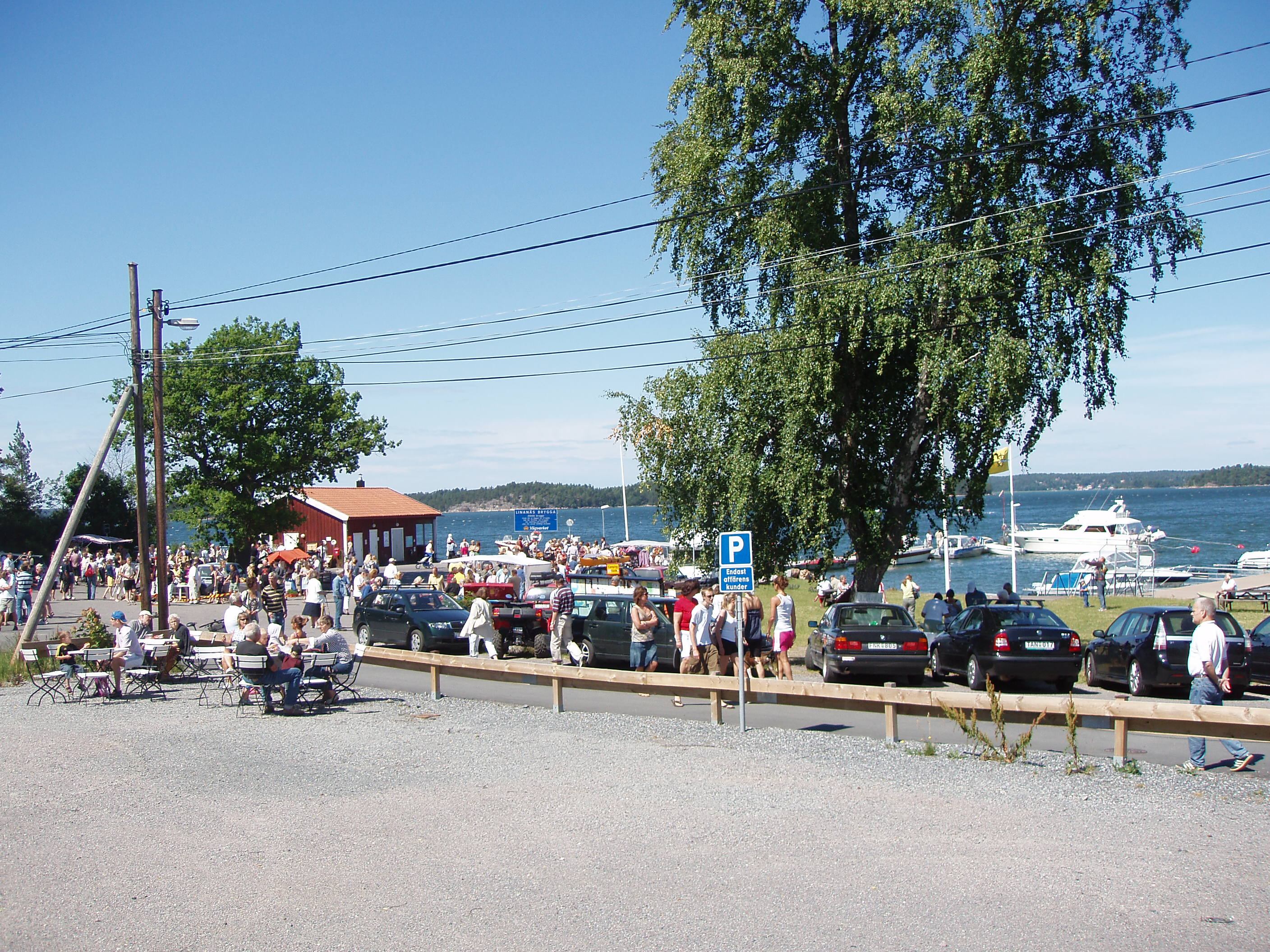
Mercato sul molo di Linanäs.
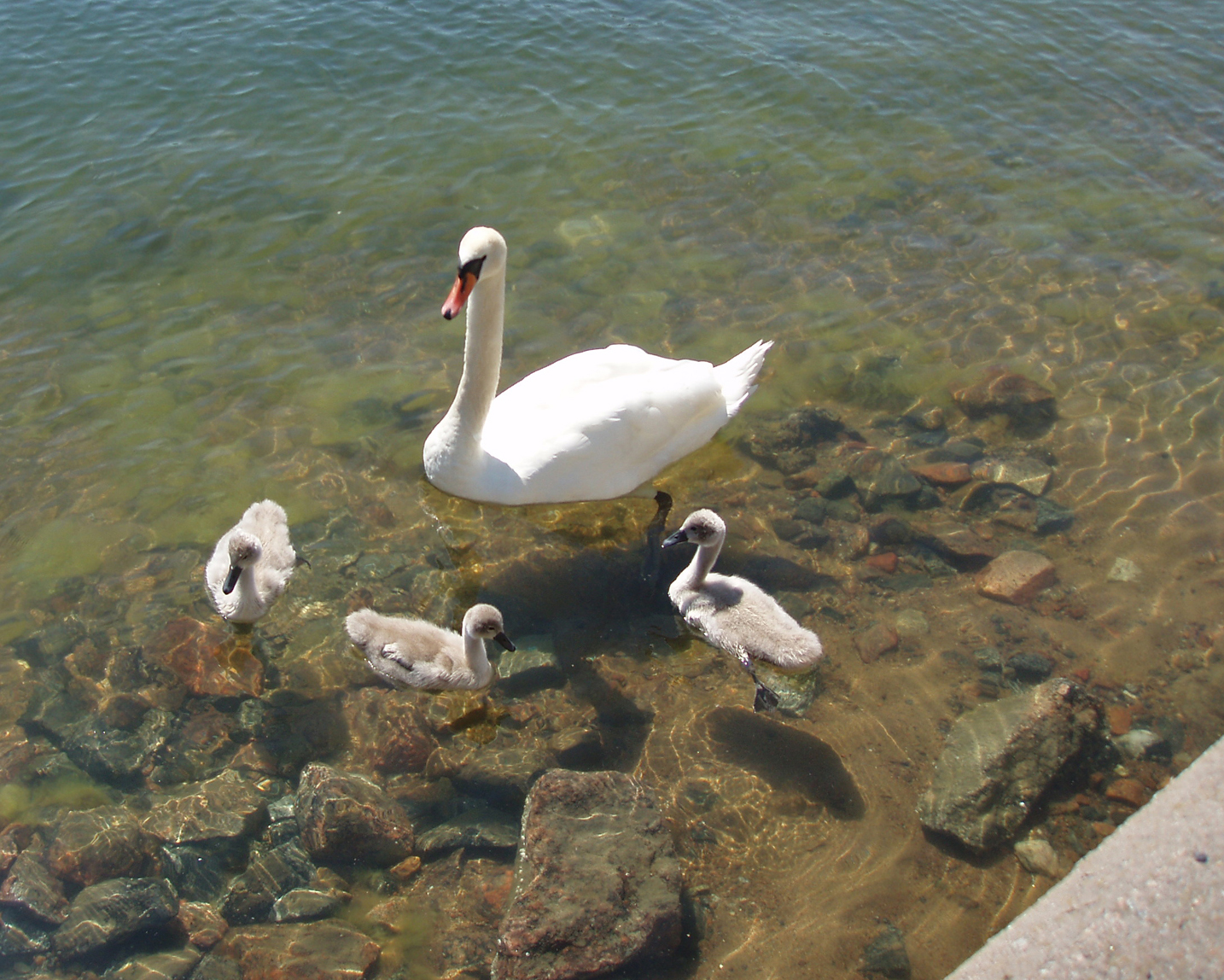
Un cigno muto con i suoi pulcini Süd-Ljusterö.
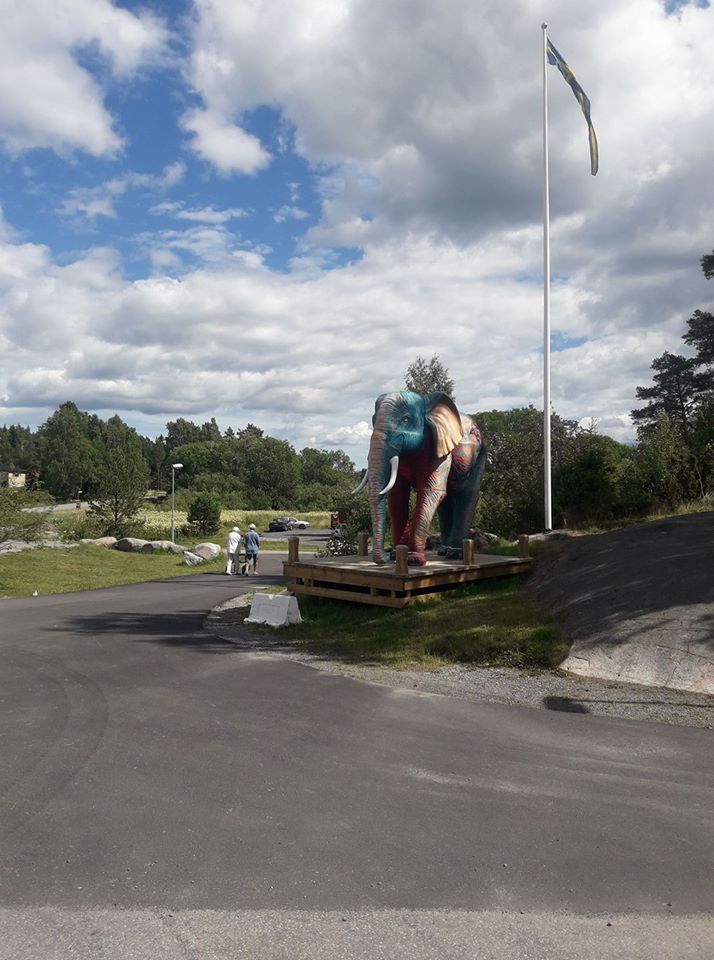
Statua di elefanti Ljumbo ad Piazza Ljusterö
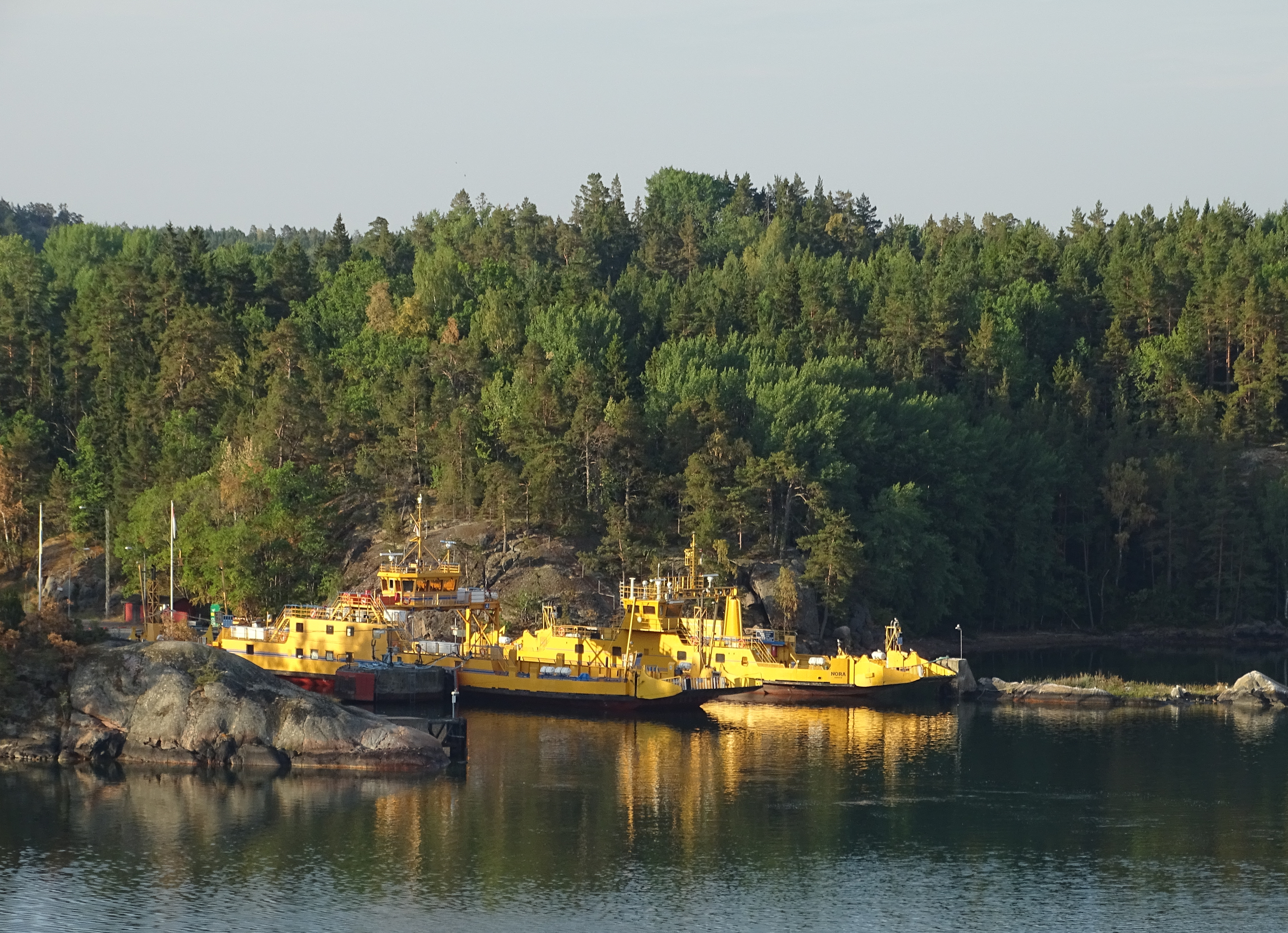
Ferry Ljusterö-Östanå